# TRMT12
El homólogo de la proteína 2 sintetizadora de wybutosine del ARNt es una proteína que en humanos está codificada por el gen TRMT12.